# Rolf Sperling (Autor)
Rolf Sperling (* März 1967 in Köln) ist ein deutscher Bühnenautor.
Sperling ist seit 1979 Mitglied der Kölner Theatergruppe „Kritische Rampe“, die er seit 1996 gemeinsam mit Stefan Bermüller leitet. Erste eigene Stücke verfasste das Autoren-Duo für die Gruppe ab dem Jahr 2000, als „Splittertaat Rut Wiess“ in Köln uraufgeführt wurde. Seit 2004 wurden mehrere Bühnenstücke über den Deutschen Theaterverlag veröffentlicht:
- 2004: Immer Wieder Nachts Um Vier
- 2007: Ehe auf Zeit (frei nach „Die Wahlverwandtschaft“ von Johann Wolfgang von Goethe)
- 2008: Flammende Herzen

Niederdeutsche Übersetzungen der Stücke (Jümmer wedder nachts Klock veer; Ehe op Tied) erschienen teilweise im Mahnke-Verlag, weitere Stücke wurden über den Plausus-Theaterverlag verlegt.
2012 wurde Sperlings kölsches Komödical „En Joode Ta(a)at!“ in Köln zum ersten Mal aufgeführt.

## Stücke (Auswahl)
- Immer Wieder Nachts Um Vier
- Ehe auf Zeit
- Flammende Herzen
- Ausgerechnet Heilig Abend
- Drei Engel für Helmfried
- Mitternachtsshopping
- Putzfrauen und Waschlappen
- Kampf der Mächte
- Wenn et funk!
- En Joode Ta(a)at!